# Smiliorachis octilinea
Smiliorachis octilinea är en insektsart som beskrevs av Carl Stål. Smiliorachis octilinea ingår i släktet Smiliorachis och familjen hornstritar. Inga underarter finns listade i Catalogue of Life.